# Eliud
Eliud fu, secondo la Historia Regum Britanniae di Goffredo di Monmouth, un leggendario re della Britannia, dove regnò nella seconda metà del II secolo a.C. Successe a re Uriano, mentre a lui successe Cledauco.
Per il resto non è attestato.

## Contesto
Eliud è menzionato da Goffredo di Monmouth nella sua Historia Regum Britanniae come l'ottavo dei 25 sovrani che regnarono tra la morte di Katellus [Cadell ap Geraint] e Heli [Beli Mawr]. Succede a Uriano [Urien ab Andryw] e il suo successore è Cledaucus [Clydog]. L'autore non dice nulla del suo regno. Nel Brut Dingestow è chiamato Elvyt e nella versione Cleopatra del Brut y Brenhinedd il suo nome è Ithel, è presentato come il figlio Urien e il padre di Clydog.